# Patriarcado de Moscú
El patriarcado de Moscú (en ruso: Московский Патриархат) es la denominación oficial alternativa de la Iglesia ortodoxa rusa, cuyo máximo representante es el Patriarca de Moscú y toda Rus.
En la terminología adoptada en el estatuto de la Iglesia ortodoxa rusa del año 2000, los términos patriarcado de Moscú y la patriarquía de Moscú (Московская Патриархия) tienen significados diferentes, mientras que anteriormente fueron términos alternativos. Actualmente, la patriarquía de Moscú es uno de los distritos canónicos del patriarcado de Moscú.